# Keçeliler
Keçeliler ist ein Dorf im Landkreis Tavas der türkischen Provinz Denizli. Keçeliler liegt etwa 63 km südwestlich der Provinzhauptstadt Denizli und 23 km südwestlich von Tavas. Keçeliler hatte laut der letzten Volkszählung 462 Einwohner (Stand Ende Dezember 2010).